# Hector Authier
Pour les articles homonymes, voir Authier (homonymie).
Hector Authier, né le 4 novembre 1881 à Ange-Gardien et mort le 14 avril 1971 à Montréal, est un avocat, journaliste et politicien qui a œuvré à la colonisation et au développement du Nord-Ouest du Québec. Parfois considéré comme le « père de l'Abitibi », il fut entre autres le premier maire d'Amos, ainsi que député et préfet dans la région.

## Biographie

### Ses débuts
Hector Authier est né le 4 novembre 1881 à Ange-Gardien dans la région de Granby. Il est le douzième enfant d'Adeline Valin et de Ludger Authier, un cultivateur qui fut le premier maire de la municipalité d'Ange-Gardien. Il fait ses études primaires à Ange-Gardien, puis ses études secondaires au séminaire de Saint-Hyacinthe. Il étudie ensuite le droit à l'Université de Montréal, qui est alors une filiale de l'Université Laval, et fait son stage, en 1905, au cabinet de Louis-Philippe Brodeur. Il est admis au Barreau du Québec en 1906. Cette même année, il est le promoteur de la compagnie qui ouvre la première salle de cinéma à Québec.
Malgré ses études de droit, il entreprend une carrière journalistique en 1905 en entrant au journal Le Canada. Il est courriériste parlementaire pour ce même journal de 1907 à 1908 puis devient chef adjoint de l'information à La Patrie. Au début des années 1910, il est courriériste parlementaire pour L'Action catholique et pour La Presse.

### L'intérêt pour l'Abitibi
Le 11 juin 1912, Authier et sa famille s'installent en Abitibi, près de la rivière Harricana sur un territoire qui s'appellera plus tard Amos. Le gouvernement l'a nommé agent des terres et des mines pour cette région. Sa tâche consiste à identifier les terrains à coloniser en étudiant les rapports des arpenteurs et les inventaires des ressources forestières et en explorant la région, ce qu'il fait la plupart du temps en canot. Il identifie plusieurs sites à coloniser entre les futurs Amos et La Reine, puis retourne à Québec faire son rapport au gouvernement de Lomer Gouin.
Dès cet instant, son engouement pour l'Abitibi ne cesse plus. Il participe à plusieurs conférences afin de faire de la promotion pour la colonisation devant des personnes songeant à s'y installer et devant divers organismes socio-économiques. Il persuade le premier ministre Lomer Gouin d'y subventionner l'exploitation forestière afin d'encourager la colonisation.
Le 29 avril 1914, un premier convoi de colons arrive à Amos transportant 134 personnes dont 22 familles. Amos est érigée en municipalité et Hector Authier en devient le premier maire. En juin,  il reçoit le premier ministre Gouin lui-même dont la visite est en partie gâchée par une tardive tempête de neige. Au cours des mois et des années qui suivent, plusieurs villages sont fondés le long du chemin de fer Transcontinental, entre Amos et La Reine.
Authier est maire d'Amos et préfet du comté d'Abitibi de 1914 à 1918. Durant cette période correspondant à la Première Guerre mondiale, il a également la tâche de présider le tribunal d'exemption militaire. Il en profite pour promouvoir l'ouverture d'un camp de détention de prisonniers de guerre à Spirit Lake, près d'Amos.
Authier établit également la première succursale de la Banque d'Hochelaga en Abitibi dont il est le gérant durant trois ans.
Bien qu'il abandonne la fonction de maire en 1918, il continue à exercer sa tâche d'agent des terres jusqu'en 1922. En 1918, il est promoteur pour la Compagnie des Bois du Nord. Au début des années 1920, il commence à s'intéresser à l'industrie minière. Avec l'aide d'associés, il fonde la Read Authier Mines Limited qui s'établit dans la région de Val-d'Or. Il en devient d'ailleurs le directeur général. Il exerce à la même époque la direction de plusieurs autres compagnies minières: la Canadian Exploration Limited, l'Abana Mines, Siscoe, Lamaque, Bourlamaque, East Malartic, Canadian Malartic, Grene Stabell.

### La politique
Aux élections de 1923, le district d'Abitibi élit son premier député. Il s'agit du ministre Joseph-Édouard Perrault, qui est élu également député du district d'Arthabaska. Laissant le comté d'Abitibi, une élection partielle y est aussitôt organisée le 23 octobre 1923 et Authier s'y présente comme candidat libéral. Il est élu assez facilement et remportera également les élections générales de 1927, 1931 et 1935.
En 1924, il retourne au droit qu'il pratique en Abitibi.
En tant que député, il continue à promouvoir le développement de l'Abitibi en misant cette fois sur l'exploitation minière. Il réclame la construction d'une route reliant l'Abitibi au Témiscamingue. Celle-ci sera inaugurée à la fin des années 1920. Le 2 février 1927, lors d'un discours à l'Assemblée législative, il demande cette fois la construction d'un chemin reliant Mont-Laurier à Senneterre Cette route sera réalisée de 1934 à 1939.
Le 17 janvier 1935, le premier ministre Taschereau le nomme orateur suppléant. Le 13 mars 1936, il succède à Joseph-Édouard Perrault à la tête du ministère de la Colonisation. Il donne cependant sa démission le 11 juin de la même année, en même temps que Taschereau et ne représente pas à l'élection de 1936.
En 1940, il se présente comme candidat libéral dans le comté de Chapleau aux élections fédérales et est élu. Il se retire définitivement de la vie politique en 1945.

### Fin de carrière
De 1940 à 1946, Hector Authier est membre du Conseil de l'Instruction publique du Québec.
Pendant les années 1950, il est le premier président de la Société des artisans canadiens-français. Authier a également fondé la Chambre de Commerce de l'Abitibi. En 1920, il a fondé et dirigé le premier journal abitibien, L'Abitibi, devenu La Gazette du Nord en 1922.
Hector Authier est mort à Montréal le 14 avril 1971 à l'âge de 89 ans. Il est inhumé dans la cathédrale Sainte-Thérèse-d'Avila d'Amos.

## Honneurs
- En 1951, Maurice Duplessis le décore de l'Ordre du Mérite des pionniers du Québec et de l'Ordre du mérite du défricheur.
- La municipalité d'Authier et la rivière Authier sont nommées en son honneur.
- En 2004, l'auteur Denys Chabot publie sa biographie au Salon du livre de l'Abitibi-Témiscamingue[3].